# Pavel Vízner
Pavel Vízner (Praga, 15 luglio 1970) è un ex tennista ceco vincitore di sedici tornei dell'ATP Tour in doppio, specialità della quale è stato il 5º giocatore al mondo nel novembre 2007.

## Carriera
Nei tornei dello Slam si fa notare per la prima volta durante Wimbledon 1997 quando raggiunge le semifinali in coppia con Martin Damm. Nel 2001 raggiunge la finale del Roland Garros insieme a Petr Pála ma ne esce sconfitto. L'anno migliore è tuttavia il 2007, riesce infatti a ripetere la finale a Parigi oltre a raggiungere lo stesso risultato durante gli US Open e chiudendo l'anno al quinto posto.
In Coppa Davis ha giocato tre match con la squadra ceca uscendone sempre sconfitto.

## Statistiche

### Doppio

#### Vittorie (16)
| Legenda                                        |
| Grande Slam (0)                                |
| Tennis Masters Cup / ATP World Tour Finals (0) |
| Masters Series (1)                             |
| ATP International Series Gold (3)              |
| ATP International Series (12)                  |

| Numero | Data              | Torneo                                 | Superficie    | Compagno         | Avversari in finale                   | Punteggio            |
| 1.     | 20 maggio 1996    | ATP Sankt Pölten, Sankt Pölten         | Terra rossa   | Sláva Doseděl    | David Adams Menno Oosting             | 6–7, 6–4, 6–3        |
| 2.     | 10 giugno 1996    | Rosmalen Open, 's-Hertogenbosch        | Erba          | Paul Kilderry    | Anders Järryd Mark Knowles            | 7–5, 6–3             |
| 3.     | 8 luglio 1996     | Swiss Open Gstaad, Gstaad              | Terra rossa   | Jiří Novák       | Trevor Kronemann David Macpherson     | 4–6, 7–6, 7–6        |
| 4.     | 24 febbraio 2003  | Copenaghen Open, Copenaghen            | Cemento       | Tomáš Cibulec    | Julian Knowle Michael Kohlmann        | 7–5, 5–7, 6–2        |
| 5.     | 14 luglio 2003    | Stuttgart Open, Stoccarda              | Terra rossa   | Tomáš Cibulec    | Evgenij Kafel'nikov Kevin Ullyett     | 3–6, 6–3, 6–4        |
| 6.     | 9 febbraio 2004   | Milan Indoor, Milano                   | Sintetico (i) | Jared Palmer     | Daniele Bracciali Giorgio Galimberti  | 6–4, 6–4             |
| 7.     | 27 settembre 2004 | Shanghai Open, Shanghai                | Cemento       | Jared Palmer     | Rick Leach Brian MacPhie              | 4–6, 7–6(4), 7–6(11) |
| 8.     | 4 ottobre 2004    | Japan Open Tennis Championships, Tokyo | Cemento       | Jared Palmer     | Jiří Novák Petr Pála                  | 5–1, rit.            |
| 9.     | 13 giugno 2005    | Rosmalen Open, 's-Hertogenbosch        | Erba          | Cyril Suk        | Leoš Friedl Petr Pála                 | 6–3, 6–4             |
| 10.    | 20 febbraio 2006  | Brasil Open, Costa do Sauípe           | Terra rossa   | Lukáš Dlouhý     | Mariusz Fyrstenberg Marcin Matkowski  | 6–1, 4–6, [10–3]     |
| 11.    | 1º maggio 2006    | Estoril Open, Estoril                  | Terra rossa   | Lukáš Dlouhý     | Leoš Friedl Lucas Arnold Ker          | 6–3, 6–1             |
| 12.    | 9 ottobre 2006    | Vienna Open, Vienna                    | Cemento       | Petr Pála        | Julian Knowle Jürgen Melzer           | 6–4, 3–6, [12–10]    |
| 13.    | 12 febbraio 2007  | Brasil Open, Costa do Sauípe           | Terra rossa   | Lukáš Dlouhý     | Albert Montañés Rubén Ramírez Hidalgo | 6–2, 7–6(4)          |
| 14.    | 9 luglio 2007     | Swiss Open Gstaad, Gstaad              | Terra rossa   | František Čermák | Marc Gicquel Florent Serra            | 7–5, 5–7, [10–7]     |
| 15.    | 5 agosto 2007     | Canada Masters, Montréal               | Cemento       | Mahesh Bhupathi  | Paul Hanley Kevin Ullyett             | 6–4, 6–4             |
| 16.    | 17 febbraio 2008  | Marseille Open, Marsiglia              | Cemento       | Martin Damm      | Yves Allegro Jeff Coetzee             | 7–6(0), 7–5          |